# Курайш
Сура Курайш (или в съвременен прочит Курейш, на литературен арабски: سورة قريش, от името на племето курейши, от което произлиза Мохамед) е 106-а сура от Корана и се състои от 4 аята. В нея се призовават курейшите, управлявали Мека, да служат на Аллах, който е покровителствал членовете му, за доброто на собственото им бъдеще.
Тази сура формира двойка заедно с предишната (Ал-Фил), напомняйки на курейшите за услугите, които Бог им направил. Всъщност се говори, че в копието на Корана на Убай ибн Каб двете сури са били слети в една. Храмът Кааба бил центърът на курейшите; понеже бил център за поклонение, това довежда до оживена търговия и престиж на Мека. Сура Ал-Фил разказва как Бог спасил Кааба от унищожение, а сура Курайш описва Бог като господаря на Кааба и подтиква курейшите да му служат, за да бъдат опазени, когато пътуват по търговските си пътища.

## Текст
(КУРАЙШ)
Меканска. Съдържа 4 знамения.
В името на Аллах, Всемилостивия, Милосърдния!
1. Заради обичая на Курайш,
2. техния обичай да пътуват и зиме, и лете,
3. нека служат на Господа на този Дом,
4. който им даде храна срещу глада и сигурност срещу страха!
(„Обичая“ може да се преведе и като „договора“, тъй като курейшите сключили договор с владетелите на съседните страни (Сирия, Персия, Йемен, Абисиния), които осигурявали безопасност на меканските търговски кервани през обичайните 2 пътувания зиме и лете. Същата дума означава и „подготовка“ [за пътуванията] и „свързване“ [на зимното и лятното пътуване].)